# FachPack
Die Fachpack in Nürnberg ist eine Fachmesse für Verpackung, Technik und Prozesse mit einem europaweiten Einzugsbereich. Veranstalter ist die NürnbergMesse. Alle drei Jahre setzt die Fachpack aus, wenn in Düsseldorf die Interpack stattfindet. Zu den angesprochenen Fachbesuchern zählen alle verpackungsintensiven Branchen, z. B. Lebensmittel, Getränke, Genussmittel, Pharma, Kosmetik, Chemie, Health Care, Non Food, Tiernahrung, Automotive, technische Artikel, Medizintechnik sowie weitere Konsum- und Industriegüter. Die Messe findet an drei Veranstaltungstagen statt.

## Angebotsspektrum
Das Angebotsspektrum der Fachpack umfasst die Schwerpunkte Verpackung, Technik sowie Prozesse. Zu den Produktgruppen zählen:
- Packstoffe und Packmittel
- Packhilfsmittel
- Abfüll- und Verpackungsmaschinen
- Etikettier-, Kennzeichnungs- und Identifikationstechnik
- Maschinen und Geräte in der Verpackungsperipherie
- Verpackungsdruck und -veredelung
- Palettiertechnik
- Intralogistik
- Services für die Verpackungsindustrie

## Thematische Schwerpunkte
Das übergeordnete Thema der umweltgerechteren Verpackung ist seit 2022 im Leitthema „Transition in packaging“ zusammengefasst. Umweltgerechtes Verpacken gehört seit 2019 zu den Leitthemen der Messe. Unter diesem Schwerpunkt werden recycelte oder recyclingfähige Verpackungen, ressourcenschonende Materialien, Mehrwegverpackungen und -systeme sowie umweltschonende Prozesse vorgestellt. Darüber hinaus greift die Fachpack weitere Trends der Verpackungsbranche auf, stellt aktuelle Entwicklungen vor und bietet mit ihrem Rahmenprogramm eine Plattform für den Expertenaustausch. So werden beispielsweise in den Foren Packbox, Techbox und Innovationbox, den Sonderschauen, Workshops, Treffpunkten und anlässlich von Preisverleihungen wie dem Deutschen Verpackungspreis wichtige Trends der Verpackungsbranche vorgestellt und diskutiert.

## Besucher- und Ausstellerzahlen
1979 startete die erste Fachpack am Messeplatz Nürnberg mit 80 Ausstellern und 2.000 Besuchern. Seit 1982 trägt die Veranstaltung den Namen Fachpack. Auf der letzten Messe 2019 belegte die Fachpack 12 Messehallen und zählte 43.405 Besucher sowie 1.590 Aussteller. Im von der Corona-Pandemie geprägten Jahr 2021 waren es 23.982 Besucher und 789 Aussteller. 2022 stieg die Besucherzahl wieder auf 30.705 und die Ausstellerzahl auf 1.153.

## Deutscher Verpackungspreis
Das Deutsche Verpackungsinstitut zeichnet traditionell die besten und innovativsten Verpackungslösungen im Rahmen der Fachpack mit dem Deutschen Verpackungspreis aus. 2019 wurden Gewinner in neun Kategorien ausgezeichnet: Nachhaltigkeit, Verpackungsmaschinen, Warenpräsentation, Neue Materialien, Logistik und Materialfluss, Wirtschaftlichkeit, Gestaltung und Veredelung, Funktionalität und Convenience sowie im Nachwuchsbereich. Als Partner übernimmt die Fachpack die Verleihung des Nachwuchs-Sonderpreises. Hier werden Verpackungskonzepte von Schülern, Auszubildenden und Studierenden prämiert.